# Liolaemus ditadai
Espèce
Synonymes
- Liolaemus anomalus ditadai Cei, 1983

Liolaemus ditadai est une espèce de sauriens de la famille des Liolaemidae.

## Répartition
Cette espèce est endémique de la province de Catamarca en Argentine.

## Description
C'est un saurien ovipare.

## Étymologie
Cette espèce est nommée en l'honneur d'Ismael E. Di Tada.

## Publication originale
- Cei, 1983 : Una nueva subespecie de Liolaemus anomalus de la región árida halófila de Salinas Grandes (Provincia de Córdoba, Argentina). Deserta, Iadiza, Mendoza, vol. 7, p. 172-178.